# Футуна (плита)
Плита Футуна — тектоническая микроплита. Имеет площадь — 0,00079 стерадиан. Обычно рассматривается в составе Тихоокеанской плиты.
Расположена в Южной части Тихого океана, недалеко от острова Футуна. Сжата между Тихоокеанской плитой с севера, Австралийской плитой с юга, плитой Ниуафооу с востока.